# Terror

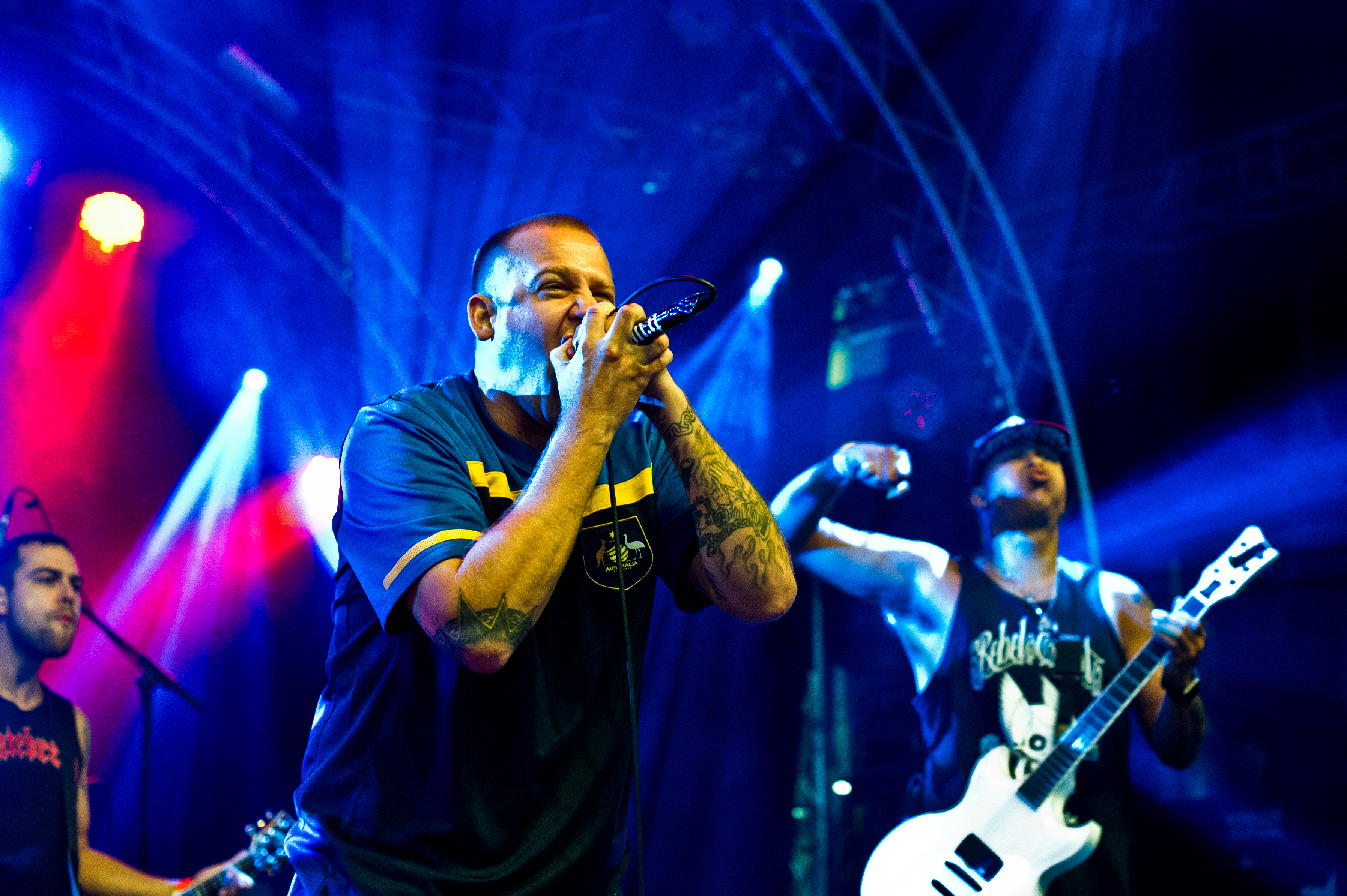
Terror 2011

Terror — американський рок-гурт, що грає музику у стилях хардкор-панк і металкор.
Гурт з'явився в Лос-Анджелесі у квітні 2002 року. Музиканти взяли курс на агресивний old-school hardcore з важкими металевими рифами. Ідейним і духовним натхненником гурту можна вважати вокаліста Скотта Вогеля, колишнього учасника кількох андерграундових гуртів у Буффало. У липні 2003 року на лейблі Bridge 9 гурт випустив перший ЕР з 9 пісень під назвою Lowest Of The Low, який викликав підвищений інтерес як в Америці, так і в Європі. Гурт брав участь у турах з такими колективами як Hatebreed, Madball, Biohazard, Killswitch Engage та In Flames.
Перший повноцінний альбом One With The Underdogs вийшов у 2004 році на лейблі Trustkill. Як запрошені музиканти в його записі взяли участь Фредді з Madball, Джеймс Джаст з Hatebreed і Лорд Езак з Scarhead. Після цього багато музичних журналів і телеканалів звернули увагу на гурт. Розклад турів став щільнішим, бо розширився список їх шанувальників, а новий альбом розійшовся тиражем понад 40000 копій. У наступному році був перевиданий Lowest Of The Low з додатковими треками. Terror давали концерти по всьому світі: в Європі, Японії, Південній Америці, Австралії.

## Дискографія
- 2003 — Lowest Of The Low (EP)
- 2004 — One with the Underdogs
- 2006 — Always the Hard Way
- 2008 — The Damned, The Shamed
- 2010 — Keepers Of the Faith